# Jim McElroy
James Charles "Jim" McElroy Jr. (Cotton Plant, Arkansas; 4 de octubre de 1953) es un exjugador de baloncesto estadounidense que disputó siete temporadas en la NBA. Con 1,90 metros de estatura, jugaba en la posición de escolta.

## Trayectoria deportiva

### Universidad
Tras pasar dos años en el Community College de Monroe County, jugó durante dos temporadas en los Chippewas de la Universidad de Míchigan Central, en las que promedió 17,4 puntos, 4,2 asistencias y 3,8 rebotes por partido. En su última temporada fue incluido unánimemente en el mejor quinteto de la Mid-American Conference tras haber sido pieza clave en su equipo en la consecución del su primer campeonato de conferencia.

#### Estadísticas
| Temporada | Equipo           | Conf. | Partidos | MIN | TC  | TCA | %TC  | 3P | 3PA | %3P | TL  | TLA | %TL  | REB | PTS |
| 1973-74   | Central Michigan | MAC   | 26       |     | 186 | 387 | .481 |    |     |     | 53  | 75  | .707 | 112 | 425 |
| 1974-75   | Central Michigan | MAC   | 28       |     | 212 | 437 | .485 |    |     |     | 84  | 113 | .743 | 93  | 508 |
| Total     | Central Michigan |       | 54       |     | 398 | 824 | .483 |    |     |     | 137 | 188 | .729 | 205 | 933 |

### Profesional
Fue elegido en la trigésimo octava posición del Draft de la NBA de 1975 por New Orleans Jazz, donde jugó cuatro temporadas, alcanzando la titularidad en la última de ellas, en la 1978-79, en la que promedió 16,9 puntos y 5,7 asistencias por partido.
En 1979 se convirtió en agente libre, negociando su fichaje con los Detroit Pistons, recibiendo los Jazz una futura segunda ronda del draft como compensación. Pero tras disputar 36 partidos, en los que promedió 11,7 puntos y 4,5 asistencias, fue traspasado a Atlanta Hawks a cambio de Ron Lee.
En los Hawks disputó tres temporadas, siempre como suplente, siendo la mejor la última de ellas, en la que promedió 6,7 puntos y 2,0 asistencias.

## Estadísticas de su carrera en la NBA

### Temporada regular
| Temporada | Edad | Equipo           | Liga | P   | TIT | MIN  | TC  | TCA  | %TC  | 3P  | 3PA | %3P  | TL  | TLA | %TL  | R.OF. | R.DEF. | REB | ASIS | ROB | TAP | PER | FP  | PTS  |
| 1975-76   | 22   | New Orleans Jazz | NBA  | 51  |     | 22.2 | 3.0 | 5.8  | .510 |     |     |      | 1.6 | 2.2 | .736 | 0.7   | 1.5    | 2.2 | 2.1  | 0.9 | 0.1 |     | 1.4 | 7.5  |
| 1976-77   | 23   | New Orleans Jazz | NBA  | 73  |     | 27.8 | 4.1 | 8.8  | .470 |     |     |      | 2.3 | 3.0 | .779 | 0.8   | 1.8    | 2.5 | 3.6  | 0.8 | 0.1 |     | 1.6 | 10.6 |
| 1977-78   | 24   | New Orleans Jazz | NBA  | 74  |     | 23.8 | 3.9 | 8.2  | .473 |     |     |      | 1.7 | 2.3 | .737 | 0.6   | 1.4    | 2.0 | 3.9  | 0.8 | 0.5 | 1.9 | 1.5 | 9.4  |
| 1978-79   | 25   | New Orleans Jazz | NBA  | 79  |     | 34.2 | 6.8 | 13.9 | .491 |     |     |      | 3.3 | 4.3 | .762 | 0.8   | 1.9    | 2.7 | 5.7  | 1.9 | 0.6 | 3.0 | 2.3 | 16.9 |
| 1979-80   | 26   | TOTAL            | NBA  | 67  |     | 22.8 | 3.4 | 7.9  | .433 | 0.1 | 0.3 | .238 | 2.0 | 2.6 | .767 | 0.5   | 1.0    | 1.5 | 3.4  | 0.7 | 0.3 | 2.0 | 1.8 | 8.9  |
| 1979-80   | 26   | Detroit Pistons  | NBA  | 36  |     | 28.1 | 4.5 | 9.9  | .455 | 0.1 | 0.4 | .214 | 2.6 | 3.3 | .798 | 0.3   | 1.1    | 1.4 | 4.5  | 0.7 | 0.4 | 2.4 | 2.2 | 11.7 |
| 1979-80   | 26   | Atlanta Hawks    | NBA  | 31  |     | 16.6 | 2.1 | 5.5  | .386 | 0.1 | 0.2 | .286 | 1.2 | 1.7 | .698 | 0.6   | 0.9    | 1.6 | 2.1  | 0.7 | 0.2 | 1.4 | 1.5 | 5.5  |
| 1980-81   | 27   | Atlanta Hawks    | NBA  | 54  |     | 12.6 | 1.4 | 3.7  | .386 | 0.0 | 0.1 | .125 | 0.9 | 1.1 | .814 | 0.2   | 0.7    | 0.9 | 1.6  | 0.4 | 0.2 | 1.5 | 1.1 | 3.8  |
| 1981-82   | 28   | Atlanta Hawks    | NBA  | 20  | 17  | 17.5 | 2.6 | 6.3  | .416 | 0.1 | 0.3 | .200 | 1.5 | 1.8 | .806 | 0.3   | 0.6    | 0.9 | 2.0  | 0.4 | 0.2 | 1.1 | 2.2 | 6.7  |
| Total     |      |                  | NBA  | 418 | 17  | 24.3 | 3.9 | 8.4  | .468 | 0.0 | 0.2 | .206 | 2.0 | 2.6 | .764 | 0.6   | 1.4    | 2.0 | 3.5  | 0.9 | 0.3 | 2.1 | 1.7 | 9.9  |

### Playoffs
| Temporada | Edad | Equipo        | Liga | P | MIN | TCA | TC | 3PA | 3P | TLA | TL | R.OF. | REB | ASIS | ROB | TAP | PER | FP | PTS | %TC  | %3P  | %FT  | MIN | PTS | REB | AST |
| 1979-80   | 26   | Atlanta Hawks | NBA  | 5 | 32  | 4   | 9  | 0   | 1  | 4   | 5  | 1     | 2   | 4    | 0   | 0   | 2   | 1  | 12  | .444 | .000 | .800 | 6.4 | 2.4 | 0.4 | 0.8 |
| Total     |      |               | NBA  | 5 | 32  | 4   | 9  | 0   | 1  | 4   | 5  | 1     | 2   | 4    | 0   | 0   | 2   | 1  | 12  | .444 | .000 | .800 | 6.4 | 2.4 | 0.4 | 0.8 |